# Иън Макшейн
Ѝън Мъкшейн (на английски: Ian McShane, роден на 29 септември, 1942) е британски актьор, режисьор, продуцент и дублиращ актьор.
Иън Мъкшейн играе Черната брада в култовия филм „Карибски пирати: В непознати води“, четвъртия филм от франчайзинга „Карибски пирати“, издаден през 2011 г.

## Избрана филмография
- „Лавджой“ (Lovejoy, 1986 – 1994)
- „Секси чудовище“ (Sexy Beast, 2000)
- „Агент Коди Банкс“ (Agent Cody Banks, 2003)
- „Безсмъртните Маршал“ (We Are Mashall, 2006)
- „Луда глава“ (Hot Rod, 2007)
- „Търсачът: Началото на мрака“ (The Seeker, 2007)
- „Смъртоносна надпревара“ (Death Race, 2008)
- „Дело 39“ (Case 39, 2009)
- „Чиракът на магьосника“ (The Sorcerer's Apprentice, 2010)
- „Устоите на Земята“ (The Pillars of the Earth, 2010)
- „Карибски пирати: В непознати води“ (Pirates of the Caribbean: On Stranger Tides, 2011)
- „Снежанка и ловецът“ (Snow White and the Huntsman, 2012)
- „Джак, убиецът на великани“ (Jack the Giant Slayer, 2013)
- „Херкулес“ (Hercules, 2014)
- „Джон Уик“ (John Wick, 2014)
- „Джон Уик 2“ (John Wick: Chapter 2, 2017)
- „Джон Уик 3“ (John Wick: Chapter 3 – Parabellum, 2019)
- „Джон Уик 4“ (John Wick: Chapter 4, 2023)
- „Балерина“ (Ballerina, 2025)